# Vincenzo Spampinato (album)
Vincenzo Spampinato è il primo album dell'omonimo cantautore italiano, pubblicato nel 1978.

## Tracce
Lato A
1. È sera
2. Il militar
3. Ricordi
4. Specchio specchio
5. Buongiorno lei chi è?

Lato B
1. Ciak si gira
2. E con l'accento
3. La mela
4. Do re mi

## Formazione
- Vincenzo Spampinato – voce, chitarra a 12 corde
- Julius Farmer – basso
- Andrea Sacchi – chitarra
- Tullio De Piscopo – batteria
- Massimo Luca – chitarra
- Stefano Pulga – tastiera
- Gianni Zilioli – fisarmonica
- Sergio Farina – chitarra
- Maurizio Preti – percussioni
- Paola Orlandi – cori
- ARRANGIAMENTI E DIREZIONE DI RODOLOFO GRIECO